# صوب (المهرة)
صوب هي إحدى قرى مديرية منعر التابعة لمحافظة المهرة، بلغ تعداد سكانها 6 نسمة حسب تعداد اليمن لعام 2004.